# ピレノイド

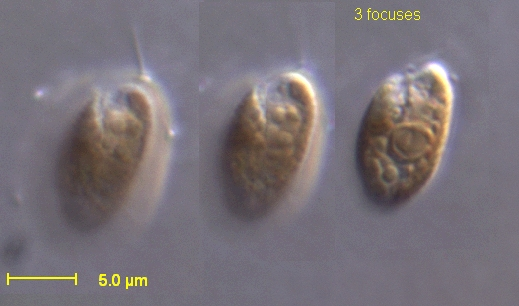
クリプト藻のピレノイド。右の写真で細胞中央に丸く見える構造。

ピレノイド（pyrenoid、pyren '果実の' + eidos '形'）は、藻類などの葉緑体において炭素固定の中核を担う区画である。1882年、シュミット（Schmitz）により発見された。

## 概要
ピレノイドは葉緑体の中に存在する細胞小器官である。ピレノイドは多くの場合、光合成産物であるデンプンなどの貯蔵物質に囲まれており、葉緑体の他の部分と明瞭に区別できる。これは通常の光学顕微鏡でも観察できるため、しばしば細胞核と誤認される。ピレノイドは膜系を持たない細胞小器官であるが、ここには葉緑体内のRuBisCOが高密度で集積している。生物によっては、RuBisCO が結晶化しているものもある。

## 機能

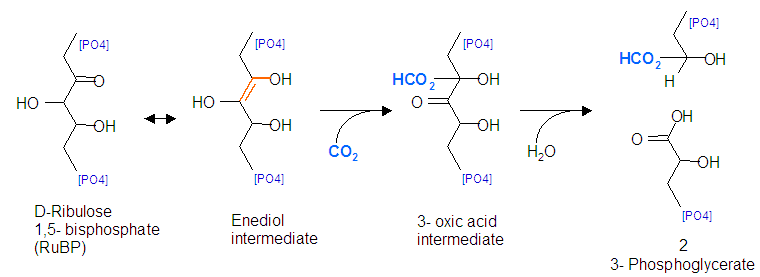
RuBisCO カルボキシラーゼ反応

ピレノイドの RuBisCO 活性は1991年に報告されている。RuBisCO は二酸化炭素を五炭糖リン酸（D-リブロース1,5-ビスリン酸）と結合させ、2分子のC3化合物（ホスホグリセリン酸）を作る（カルボキシラーゼ反応）。これと競合的な反応として、RuBisCO は炭素固定を伴わないリブロース1,5-ビスリン酸へのオキシゲナーゼ作用も持つ。ピレノイドは炭素固定の場における溶存二酸化炭素の拡散を防いで濃度を高め、同時に酸素濃度を低下させる（光化学系IIを隔離する）ことで、競合的なオキシゲナーゼ反応の抑制に役立っていると考えられている。

## 系統とピレノイド
ピレノイドの起源は藍藻のカルボキシソームであると言われている。これはやはり RuBisCO の結晶体で、黒っぽく角ばった構造である。
ピレノイドは高等植物には見られない。これは、水中では空気中よりも二酸化炭素の拡散速度が小さく（およそ 1/1000）、藻類のように水中に棲む小さな生物の方がピレノイドの存在が有利に働くためであろうと考えられている。例外として、唯一ツノゴケの仲間には退化的なピレノイドが見られる。また、どの藻類の植物門にもピレノイドが無い生物が含まれており、分類群とその有無を単純に対応づけることはできない。
ピレノイドの形状は分類群毎に異なっており、しかも群毎に安定した形態形質である。したがって、藻類の分類形質として非常に重要なものである。生物によってはピレノイド中に葉緑体DNAが局在しているものや、またピレノイドが細胞核を包むような形状をとなっているものもある。その為、細胞核とピレノイドが何らかの遺伝情報をやり取りしているという意見もあるが、実際のところは不明である。